# Malá opona
Malá opona, též malá předstěra, či malé omentum, latinsky omentum minus, je vazivová blána, která se táhne mezi játry, žaludkem a dvanáctníkem. Je to struktura viscerální pobřišnice, která v malé oponě přechází ze serózního obalu jater, v oblasti jaterní brány vytváří duplikaturu a směřuje k pars superior dvanáctníku a malému zakřivení žaludku, kde na tyto orgány opět přechází v serózní obal.
Na malé oponě se popisují dvě části: Vlevo se nachází lig. hepatogastricum, který vede od jater k malému zakřivení žaludku, vpravo je hepatoduodenální vaz, lig. hepatoduodenale, který spojuje játra a pars superior dvanáctníku. V něm probíhají žlučovody: Společný jaterní vývod (ductus hepaticus communis), vývod žlučníku (ductus cysticus) i hlavní žlučovod (ductus choledochus), levá i pravá větev jaterní tepny, vrátnicová žíla, mízní cévy a uzliny a nervy. Hlavní žlučovod obvykle prochází vpředu vpravo, vrátnicová žila uprostřed a jaterní tepna vzadu vlevo.
Malá opona tvoří ventrální hranici útvaru zvaného bursa omentalis, slepé kapsy peritoneální tvořené řasami pobřišnice, a lig. hepatoduodenale zároveň ventrálně ohraničuje foramen epiploicum, tedy samotný vstup do omentální burzy. Patří mezi mezohepaticum, vazy podílející se na fixaci jater v břišní dutině, zároveň tvoří závěs žaludku.
Během nitroděložního vývoje vzniká z ventrálního mezogastria, které samotné vzniká ze septum transversum. Ventrální mezogastrium je duplikatura pobřišnice, která spojuje přední břišní stěnu a trávicí trubici. Vrůstají do něj rozvíjející se játra a nakonec jej rozdělí na tři části: z mezogastria v místě jeho odstupu od břišní stěny vzniká srpovitý vaz, pak jsou játra, která se pokryla serózním povlakem a konečný úsek ventrálního mezogastria se přemění právě v malou oponu.

## Malá opona u zvířat
Podobně jako u člověka je malá opona vytvořená i u domácích savců, její vznik a průběh se u psa, kočky, a koně prakticky neliší od uspořádání lidského.
U přežvýkavců je však kvůli rozvoji předžaludků tvořena čtyřmi vazy: lig. hepatoreticulare spojuje játra s čepcem, lig. hepatoomasicum spojuje játra s knihou, lig. hepatoabomasicum spojuje játra se slezem a konečně lig. hepatoduodenale spojuje játra s dvanáctníkem.

## Galerie

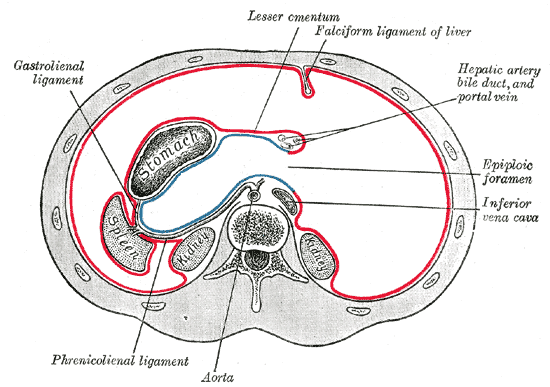
Schema uspořádání pobřišnice v epigastriu: malé omentum probíhá mezi žaludkem a játry (zde již nad úrovní řezu), jeho volný okraj je lig. hepatoduodenale, ve kterém probíhá žlučovod, jaterní tepna a vrátnicová žíla. Dorsálně je foramen epiploicum, bursa omentalis je vyznačena modře.
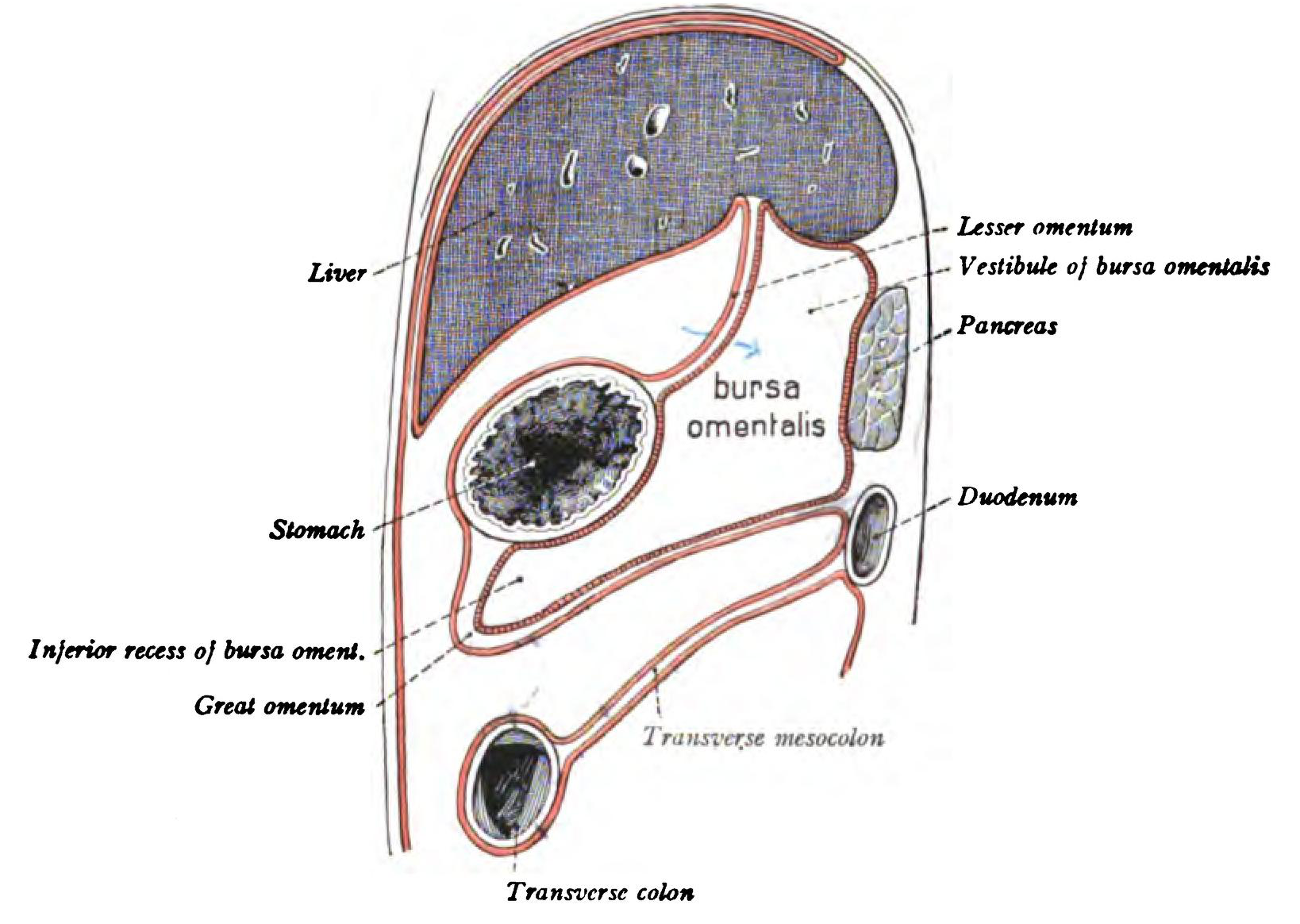
Schema uspořádání pobřišnice: malá opona spojuje jako duplikatura pobřišnice jaterní bránu a žaludek.
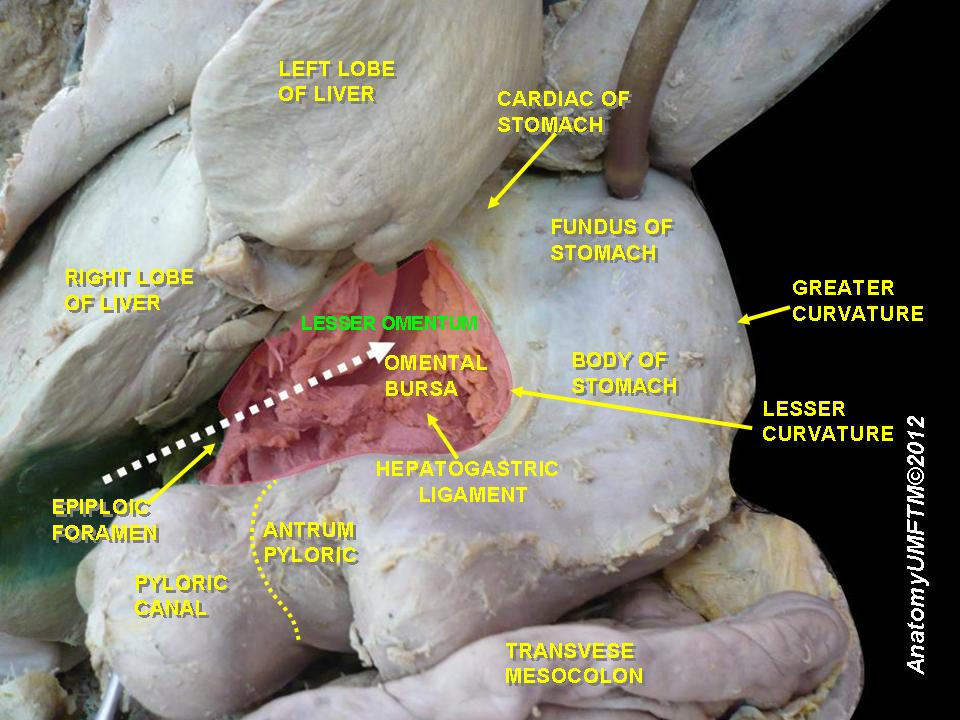
Anatomická pitva: růžově je znázorněna malá opona (lig. hepatogastricum) a šipkou vstup do omentální burzy.
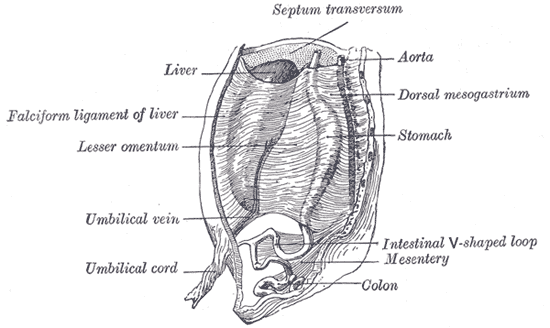
Schema vývoje lidského embrya starého šest týdnů: do ventrálního mezogastria vrůstají játra a rozdělují ho tak na srpovitý vaz a malou oponu.